# Тхелет
Тхе́лет (от др.-евр. תכלת‬ в Торе; в Септуагинте — др.-греч. ὑακίνθινον) — краситель животного происхождения, применявшийся в древности для окрашивания ткани в синий, голубой или пурпурно-голубой цвет. Кроме того, словом «тхелет» обозначают сам цвет, а также окрашенную в него ткань.
Тхелет важен для некоторых обрядов иудаизма в качестве обязательного атрибута таких предметов, как цицит (кисти видения) и одежда первосвященника. Секрет изготовления тхелета был утрачен в древности, после чего делались неоднократные попытки его восстановить. Эта задача стала считаться решённой в конце XX века вплоть до практического применения.

## Тхелет в Танахе
В Танахе (Еврейской Библии) тхелет упоминается 49 раз, в основном в Пятикнижии, и, как правило, сразу за ним упоминается пурпур (ארגמן‎, аргаман). Так, в книге Исход тхелет упоминается среди предметов, которые жертвовали на скинию (передвижной Храм) евреи в пустыне: «и [шерсть] голубую, пурпуровую и червлёную», видимо, из тех, что были вывезены из Египта: «и сделали сыны Израилевы по слову Моисея и просили у Египтян вещей серебряных и вещей золотых и одежд».
В более поздних книгах тхелет упоминается как часть убранства или одежды важного человека, такого как, например, Мардохей. Иногда их привозили издалека: «голубого и пурпурового цвета ткани с островов Елисы».
Центральная часть заповеди ношения цицит в книге Чисел — наличие в них голубой нити:

И сказал Господь Моисею, говоря: объяви сынам Израилевым и скажи им, чтоб они делали себе кисти на краях одежд своих в роды их, и в кисти, которые на краях, вставляли нити из голубой шерсти; и будут они в кистях у вас для того, чтобы вы, смотря на них, вспоминали все заповеди Господни, и исполняли их, и не ходили вслед сердца вашего и очей ваших, которые влекут вас к блудодейству, чтобы вы помнили и исполняли все заповеди Мои и были святы пред Богом вашим. Я Господь, Бог ваш, Который вывел вас из земли Египетской, чтоб быть вашим Богом: Я Господь, Бог ваш.
— Чис. 15:38—39
Данный отрывок входит также в ежедневные еврейские молитвы в качестве третьего отрывка «Шма».
Тхелет был частью одежды первосвященника во времена скинии и Храма в следующих деталях: в целиком голубой накидке ефода «меиль» (Исх. 28:31), в самом ефоде (28:31), в наперснике (28:15), в декоративных гранатовых яблоках (28:33), голубым шнуром крепилась золотая пластинка на лбу (циц)  (28:37), голубые нити в поясе (39:29).
Среди деталей устройства скинии тхелет упоминается в покрывалах (26:1), петлях (26:4), завесах (27:16, 26:31). При передвижении скинии её упаковывали, для чего существовали специальные атрибуты, в них тоже встречается тхелет — в походных покрывалах (Чис. 4:6—12). Передвижную скинию сменил Храм, в котором тоже применялся тхелет.

## Талмуд и поздние еврейские источники
Рассказ Торы ничего не говорит о происхождении тхелета. Талмуд же посвящает тхелету и заповеди о кисточках (цицит) главу «ха-Тхелет» в трактате Менахот, а также упоминает в ряде других мест.
Основные сведения, сообщаемые мудрецами Талмуда, таковы. Тхелет, годный для ритуальных целей, должен вырабатываться из существа, называемого חלזון‎ (khilazon — «улитка, моллюск»), хотя в более поздних кодексах и высказывалось мнение, что запрещён только фальсифицированный продукт растительного происхождения, к тому же менее стойкий. Улитка «хилазон» — существо морское, хотя изредка попадает и на сушу, раз в семьдесят или семь лет. Ареал хилазона — удел колена Завулона, то есть северная часть средиземноморского побережья Земли Израиля от Хайфы до Тира. В некоторых более поздних источниках в качестве источника хилазона предлагались Галилейское озеро, Красное море, Италия. Маймонид в своих «Законax цицит» описывает место обитания хилазона выражением ים המלח‎ («Солёное море»), которое, по всей видимости, означает Средиземное, а не Мёртвое море, как в современном иврите. Mёртвое море он называет, как и в Талмуде, «Содомским озером».
Талмуд отмечает сходство хилазона с рыбой, а его цвет с цветом моря, неба, сапфира, сельдерея; более поздние источники сравнивают его с червём, раковиной, промежуточным звеном между рыбой и растительностью и даже с человеком. Ловили его сетями. Во многих источниках упоминается твёрдое покрытие тела, которое надо взламывать перед окрашиванием и немедленно использовать.
Про сам процесс окрашивания говорится, что тхелетом красили шерсть до ткания, поместив «кровь хилазона» в большой чан («куб»), добавляя разные химические добавки, и периодически отбирая пробу в скорлупу яйца для проверки готовности. Талмуд уделяет большое значение борьбе с подделками тхелета, которые изготовлялись с помощью растения, называемого в тексте «кала-илан», и предписывает брать окрашенную ткань только у специалиста, которому можно доверять. Существовали и химические проверки на стойкость красителя. Например, помещением в щелочную среду, для чего использовалась моча, или выдерживанием окрашенной шерсти в кислом тесте. Впрочем, все эти проверки недостаточно надёжны, кроме того, они негативны — могут доказать, что образец не является настоящим тхелетом, но никогда не могут доказать, что перед нами аутентичный кошерный тхелет. Само растение не описывается Талмудом, но старинный словарь иврита ערוך‎ (Arukh) называет его «индика», что позволяет предположить, что это — индигофера и даёт представление об оттенке тхелета.
Также в Талмуде упоминается, что перевоз тхелета через границу подверг несколько мудрецов опасности со стороны римских чиновников. По-видимому, перевоз такого сырья контролировался римской властью.

## Античные источники
Связь термина «тхелет» с другими древними источниками можно установить через греческие переводы эллинистического периода, где тхелет всегда переводится как «гиацинт» (ὑάκινθος, hyacinthus). Последний под тем же названием упоминается как один из оттенков, который можно получить из того же моллюска, что используется для изготовления античного пурпура. Об этом писали Плиний Старший, Витрувий и другие.
Описания античных авторов позволяют понять, какие именно моллюски использовались (Hexaplex trunculus, Purpura haemostoma, Murex Brandaris и другие), и два его главных цвета: пурпурный и пурпурно-голубой.
- Античный пурпур в нумизматике
- Легенда на древнегреческой монете из Финикии: язык собаки Геракла окрасился после съедения моллюска
- Древнеримская монета с изображением моллюска для крашения (на реверсе справа внизу)

## Тхелет и пурпур: потеря и восстановление

### Утрата секрета
Секрет изготовления тхелета был окончательно утрачен в VII веке, когда Палестина подверглась мусульманскому завоеванию, и местные ремесленники бежали в Византию. С этого момента цицит, вопреки предписаниям Торы, делался полностью белым, без голубой нити. Восстановление тхелета имело не только исторический, но и религиозный интерес, так как он используется в Торе больше всех других красителей и связан с заповедью цицит (кисточки на углах одежды), исполняемой религиозными евреями и сегодня.
Секрет выделки античного пурпура был утрачен при падении Константинополя в 1453 году.

### Археология
Археологи открыли много следов древних производств красителей из моллюсков, прежде всего в Средиземноморье. Некоторые древние фабрики, где сохранились крупинки древних красителей, а также раковины, притом рассортированные по сортам, найдены и в Палестине. Археологические находки включают также окрашенные образцы тканей, иногда с красителем животного происхождения.

### Первые естествоиспытатели
Примерно через двести лет после утраты секрета античного пурпура произошла серия переоткрытий этого искусства. Первооткрывателем Нового времени стал, по-видимому, англичанин Уильям Коул (William Cole) из Бристоля уже в 1684 году, затем секрет был вновь открыт итальянцем Бартоломео Бизио (1791—1862) из Венеции в 1832 году и французом Феликсом Жозеф Анри Лаказ-Дютье (1821—1901) в 1858 году. Между двумя последними завязалась дискуссия на тему о библейском голубом. Бизио, видимо, получил пурпур из одного вида моллюсков и пурпурно-голубой оттенок из другого и счёл этот второй библейским голубым (тхелет), в то время как Лаказ-Дютье настаивал, что получается только пурпур. Некоторые авторы поддерживали Бизио, но господствующими стали взгляды Лаказ-Дютье.
- Ранние исследования по тхелету
- Бартоломео Бизио
- Ф. Ж. A. Лаказ-Дютье
- Остатки древней фабрики красителей
- Берег рядом с древним городом Тель-Дор, одно из мест добычи моллюсков

### Вклад химиков-органиков
Развитие органической химии сделало возможным сначала синтез растительного индиготина (красящее вещество индиго) Адольфом Байером в 1883 году, затем на рубеже XIX—XX веков сотрудник Байера Пауль Фридлендер сумел синтезировать и выделить пурпур из моллюсков. Знаменитый краситель оказался производным индиготина, а именно дибромидом (два атома водорода в индиготине замещены на атомы брома).
К этому моменту уже существовало много синтетических красителей, поэтому окрашивание пурпуром представляло главным образом исторический интерес. Многие исследователи отмечали влияние разных факторов на оттенок ткани, какой именно моллюск берётся, какого пола, подвергалась ли ткань нагреву и попадал ли в куб сильный солнечный свет. Долгое время крашение выполнялось или из свежего моллюска, или с помощью химикатов, которых не было в древности, например, дитионита натрия. Позднее появились работы, где описывалось химическое восстановление концентрата с помощью самой шерсти, олова и других материалов, что всё ещё не соответствовало древним описаниям.
- Кубовое пурпурное крашение
- Hexaplex trunculus и концентрат пурпура из Туниса
- Сосуд для крашения с суспензией экстракта из моллюска Hexaplex trunculus
- Прозрачный раствор лейкооснования после химического восстановления
- Окрашенный пурпуром шёлк
- Окрашенная пурпуром шерсть
- Химическое строение 6,6'-диброминдиготина (красящего вещества индиго)

### Филология и микробиология
В 1990-х годах во Флоренции была обнаружена рукопись начала XV века на тосканском диалекте с более полным описанием древнего процесса окрашивания индиго, что привело к полной расшифровке процесса. Сначала был окончательно расшифрован древний процесс крашения из растительного индиго, а затем и из красителя животного происхождения. Английский инженер Джон Эдмондс (1931—2009) сумел в первый раз после утраты рецепта воспроизвести процесс древнего крашения без применения реагентов, недоступных в древности. Процесс включал в себя ферментацию мяса моллюсков в течение многих часов в сосуде, защищённом от попадания воздуха, при 50 градусах в слабо-щелочной водной среде. В таких условиях развивается анаэробный микроорганизм, видимо, типа клостридий (в случае растительного сырья Clostridium isatidis), который производит химическое восстановление нерастворимого пурпурного порошка в растворимое желтоватое лейкооснование (так называют растворимую форму красителя в процессах кубового крашения). Ткань пропитывают этим основанием и выносят на воздух, где под действием кислорода лейкооснование снова переходит в нерастворимый пурпур, прочно связанный с тканью (кубовое крашение). Эдмондс взял для простоты мясо обычных доступных моллюсков, не связанных с пурпуром. Несколько позже Цви Корену удалось провести крашение с мясом багряных улиток с подщелачиванием. Таким образом, процесс производства и крашения пурпура был полностью восстановлен.

## Идентификация источника тхелета

### Каракатица
Первую целенаправленную попытку восстановить тхелет для религиозной практики сделал раввин и хасидский ребе (адмор) Гершон Хенох Лайнер (1839—1891) из династии Ижбица-Радзынь. После проведения исследовательской работы в ихтиологическом музее Неаполя он пришёл к выводу, что источником тхелета была сепия, испускаемая каракатицей из своего чернильного мешка. Лайнер написал три книги по тхелету, которые вызвали живую полемику. Радзыньские хасиды и члены некоторых других хасидских групп приняли эту методику восстановления тхелета. Однако радзыньская династия прервалась в 1942 году, когда тогдашний ребе был убит нацистами в ходе Холокоста. Хасидский способ изготовления тхелета был потерян, но затем восстановлен уже в Израиле, где применяется и поныне под эгидой тех же хасидов.
Радзынський тхелет отличается неустойчивостью к стирке и тёмным оттенком. Химический анализ, проведённый упомянутым выше Паулем Фридлендером, показал, что на ткани находится неорганический краситель берлинская лазурь. Как выяснилось, когда хасидский способ крашения стал известен, сепия обрабатывалась серной кислотой с добавлением железных гвоздей. Сепия в таких условиях полностью разрушалась, выделявшийся при этом азот связывался и давал минеральную смесь гексацианоферратов (II) от KFe[Fe(CN)6] до Fe4[Fe(CN)6]3. Сепия, таким образом, являлась не источником цвета, а источником азота, как и многие природные органические вещества.

### Янтина
Следующая попытка восстановления тхелета для ритуального использования была предпринята раввином Ицхаком Айзиком Герцогом, будущим главным раввином Израиля и отцом президента Хаима Герцога. И. А. Герцог получил также прекрасное светское образование и в качестве темы для докторской диссертации (Ph.D.) в Лондоне выбрал тхелет. Она была издана отдельной книгой, как в оригинале, так и в переводе на иврит. В диссертации содержалось всестороннее исследование вопроса как с точки зрения гуманитарных, так и естественных наук. Корень слова «тхелет», по Герцогу, восходит к названию цвета в санскрите, и он же встречается в названии растения «кала-илан». Герцог получил образцы тхелета по Лайнеру и заказал их химический анализ. Результаты анализа и другие соображения привели Герцога к заключению, что хасидский тхелет не является аутентичным. Герцог знал об идентификации брюхоногих моллюсков как источника античного пурпура («аргаман» в Танахе), но не признал их источником тхелета ввиду несоответствия цвета.
В качестве возможного прообраза моллюска «хилазон» из Талмуда Герцог предложил плавающих на поверхности моря моллюсков из семейства янтин (Janthinidae). Янтина имеет преимущество, так как сама окрашена в голубой цвет, и её изредка выбрасывает на сушу. Янтина иногда выбрасывает облачко голубой краски, которая, однако, не является известным красителем.
В 1990-е годы биолог Сол Каплан (англ. Dr. S. W. Kaplan) сумел покрасить веществом янтины ткань, предварительно протравленную квасцами, хотя крашение и вышло нестойкое. Результаты не были опубликованы в научной литературе, и на конференции в декабре 2013 года, посвящённой столетию диссертации рава Герцога, автор теории от неё отказался, позднее Каплан пришёл к выводу, что некоторые признаки моллюска, данные в старинных книгах, должны скрыть профессиональный секрет, направить непосвящённых по ложному следу и отвлечь от Мурекса.

### Hexaplex trunculus
Сходство описаний пурпурного окрашивания и окрашивания тхелетом и их соседство в тексте Танаха привели к возникновению гипотезы, что они делались из морских брюхоногих моллюсков или даже из одного и того же вида — Мурекс обрубленный (Hexaplex trunculus), что утверждал уже Бизио. Эта точка зрения сравнительно недавно проникла в среду религиозных евреев. Так, например, она ещё не упоминается в статье 1976 года «Хилазон» в «Талмудической энциклопедии».
Уже в 1944 году немецкий химик Дриссен установил, что лейкооснование пурпура в растворе достаточно неустойчиво, в частности, если раствор находится на солнце, происходит фотохимическое дебромирование (отщепление атомов брома под действием солнечного света). При этом фактически получается индиготин, как из растительного индиго, или смесь дибромо-, монобромо- и небромированного индиготина, а цвет красителя соответственно при этом углубляется вплоть до чисто голубого (т. н. батохромный сдвиг). С другой стороны голубоватый пурпур можно получить, просто сортируя моллюсков по полу, размеру и даже загрязнению среды обитания.
- Раковины моллюска Мурекс обрубленный (Hexaplex trunculus)

Уже в начале 1980-х годов И. И. Зайдерман выдвинул гипотезу, что тхелет — это голубоватый пурпур. Примерно в то же время появились работы Отто Эльснера и Эуда Спаниера, которые, переоткрыв процесс Дриссена, получили чисто голубой цвет. Эльснер показал также, что самцы моллюска дают голубоватый пурпур, а самки — обычный. Продолжаются попытки точно описать условия, дающие при крашении тот или иной оттенок. Начиная с 1985 года раввин Элияу Тавгер написал несколько статей, поддерживающих точку зрения, что именно этот вариант является тхелетом по галахе (еврейскому религиозному закону). В промышленной зоне поселения Кфар-Адумим, рядом с городом Маале-Адумим на основе некоммерческого объединения «Птиль Тхелет» (פתיל תכלת‎ — «Голубая нить») было создано в 1993 году предприятие, вырабатывающее голубые нити для выполнения заповеди цицит. Моллюски импортируются из стран Средиземноморья (Греции, Испании), где их употребляют в пищу.
Археологические находки на территории Палестины содержат ткани, про которые можно предположить, что они окрашены тхелетом или под тхелет. Так, ещё основоположник израильской археологии Игаэль Ядин определил остатки шерстяной ткани из пещер Мёртвого моря как подделку тхелета, выполненную смесью растительного индиго (талмудический «кала-илан») и других красителей красного цвета, главным образом ализарина из марены. Совсем недавно Цви Корен, применив метод HPLC, впервые в истории определил, что кусок мантии из остатков царского дворца в Масаде окрашен красителем, выделенным из моллюска, и, возможно, является остатком одежд царя Ирода Великого. Его цвет — пурпурно-голубой, а не чисто голубой. По последним сведениям, в древних образцах животного окрашивания пурпурно-голубого цвета заметную роль играет моноброминдиготин в смеси с индиготином.
- Крашение моллюском Мурекс обрубленный
- Шерсть, выдержанная в лейкорастворе на свету, приобретает на воздухе голубой цвет
- Крашенная моллюском ткань из развалин дворца Ирода в Масаде

Таким образом, в науке практически сложился консенсус, что галахический тхелет производился из морских брюхоногих моллюсков Мурекс обрубленный (Hexaplex trunculus), хотя его точный оттенок ещё может быть скорректирован. Данная теория нашла определённое количество сторонников также среди раввинов. В 2017 году раковина Мурекса была обнаружена на Храмовой Горе.

## Применение тхелета
Тхелет нашёл в последнее время ограниченное применение в живописи.
Для окрашивания обычной одежды тхелет практически не используется, как и все природные красители животного происхождения.
Краситель постепенно приобретает распространение в ритуальной части одежды религиозных евреев. Согласно их верованиям и религиозным предписаниям, когда Храм будет отстроен, тхелету будут найдены и другие ритуальные применения, так как некоторые важнейшие храмовые обряды иудаизма, такие как Йом-Кипур, требуют участия первосвященника, одетого в цветные одежды.
- Применение тхелета
- Первое применение тхелета (голубоватого пурпура) в живописи
- Реконструкция накидки первосвященника из Института Храма
- Первосвященник в Йом-Кипур

### Комментарии
1. ↑  Остальные употребления тхелета в одежде первосвященника спорны, см. М. Бурштин, 1988, стр 20—21
2. ↑  Тосефта Менахот 9:6 Архивная копия от 21 мая 2011 на Wayback Machine: ивр. תכלת אין כשרה אלא מן החלזון שלא מן החלזון פסולה‎ («Тхелет годен только из хилазона, а не из хилазона — не годен») и др.
3. ↑  Например, в Мегила 6А: ивр. ולי נתת ימים ונהרות אמר לו כולן צריכין לך ע"י חלזון‎ (« [Сказал Завулон]: А мне в удел дал только моря! Ответил [Бог] ему: все будут нуждаться в тебе из-за хилазона») и Раши там же: ивр. חלזון עולה מן הים להרים וצובעין בדמו תכלת ונמכר בדמים יקרים‎ («Хилазон выходит из моря в горы и его кровью красят голубым цветом и продаётся за большие деньги»)
4. ↑  Талмуд использует эзопов язык: «опасность со стороны орла». Орёл, будучи символом римской власти, видимо, означает Рим. См., например, современное издание Талмуда под редакцией раввина Адина Штейнзальца. Раши же трактует это место иначе, у него орёл — это персидские солдаты

## Мультимедиа
- Джон Эдмондс демонстрирует древнее искусство крашения из моллюсков на YouTube (англ.)
- Телевизионное интервью проф. Цви Корена Шоу Лондона и Киршенбаума (иврит)
- Интервью проф. Цви Корен (недоступная ссылка) Радио Торонто (англ.)
- Movie by Ptil Tekhelet, Part I of III на YouTube (англ.)
- Movie by Ptil Tekhelet, Part II of III на YouTube (англ.)
- Movie by Ptil Tekhelet, Part III of III на YouTube (англ.)